# Saab Automobile
Saab Automobile AB je blagovna znamka avtomobilov na Švedskem, pod okriljem nizozemskega proizvajalca Spyker Cars. Svoje luksuzne izdelke prodaja povsod po svetu. 
Korenine znamke SAAB segajo v zgodnja leta 20. stoletja, ko je bilo na Švedskem l.1921 ustanovljeno podjetje Svenska Aero AB. Glavni naložbeniki so bila nemška podjetja iz letalske industrije, ker po Versajski pogodbi v Nemčiji niso smela proizvajati vojaške opreme. Podjetje ni bilo nikoli pravno registrirano ter nobenih podrobnih papirjev v zvezi z njegovim delovanjem niso našli. 
Kljub domnevnemu financiranju s strani nemške tovarne letal Heinkel je podjetje zašlo v finančne težave, nakar ga je l.1932 prevzelo Švedsko podjetje ASJ. Kljub dogovarjanju z vlado je podjetje leta 1935 propadlo, a je kot posledica oboroževanja Nemčije nastalo novo podjetje z današnjim nazivom – Svenska Aeroplan AB (SAAB).
Pisalo se je leto 1937, imeli pa so že obilo izkušenj z izdelovanjem letal po licencah podjetij North American (NA-16-4M) ter Focke-Wulf. Do izbruha II. svetovne vojne je pri SAAB-u delovalo okrog 50 inženirjev iz ameriškega podjetja Douglas. Še istega leta so začeli graditi tovarno letal v Trollhättan-u, kjer danes sestavljajo avtomobile. 
V letih 1938 -1940 je tovarna (zopet po licenci) med drugim izdelovala nemški Junkers 86 ter ameriški Douglas Northrop 8A-1. Leta 1939 je SAAB z ameriško pomočjo začel načrtovati svoj prvi bombnik/izvidnik SAAB 17. Sledila je še cela vrsta vojaških letal (SAAB 18, SAAB 21, SAAB 90, SAAB 91...), med drugim visokotehnološka Draken in Viggen.
Po koncu vojne je bilo jasno, da samo (pretežno) vojaškim programom tovarna ne bo preživela, zato so začeli z razvojem avtomobilov. Projekta se je lotilo 15 letalskih konstruktorjev, brez kakršnih koli izkušenj z avtomobili. Še več, samo dva sta imela izpit za avtomobil. Rezultat 6 mesečnega dela je bil prototip z oznako 92001 (številke do 90 so bile rezervirane za vojaške projekte, 90 in 91 pa sta bila civilni letali, zato so oznake kar nadaljevali). Rezultat je bila samonosna karoserija (v tistih časih nekaj zelo redkega v avtomobilskem svetu), pogon (2-taktni »sfriziran« DKW) na sprednji kolesni par, izredne aerodinamične lastnosti (Cx = 0,35), neodvisno vzmetenje na vseh kolesih ... Konstruktorji so s tremi prototipi prevozili skupno 280.000 testnih kilometrov.
Prvi serijski avto SAAB 92 je zapustil tovarno leta 1949. Prvi avtomobili so bili vsi zelene barve, ker je vojaški oddelek pri SAAB-u ugotovil, da ni dovolj kamuflažna in jo je gladko predal avtomobilskemu sektorju. Leta 1948 je SAAB predstavil tudi svoje prvo reaktivno letalo, J29 Tunnan. Sledile so razne izboljšave, decembra 1955 je luč sveta zagledal SAAB z oznako 93. Motor so nadgradili na tri cilindre in iz 840 ccm motorja »iztisnili« tudi do 86 hp. Vseskozi do leta 1980 se je SAAB zelo uspešno udejstvoval na raznih rally prireditvah, za kar so imeli tudi poseben oddelek. Zanimiva izvedenka tega modela je bil SAAB Monster, dvotaktnež z dvema motorjema po 750 ccm, precej čez 100 konjev in končno hitrostjo 198 km/h.
Veliko senzacijo je povzročil model SAAB 94, poznan pod imenom Sonett I. Imel je šasijo iz lahke zlitine ter karoserijo iz umetne mase. Končna hitrost je znašala 210 km/h, motor seveda dvotakten. Leta 1959, deset let po svojem prvencu, je SAAB predstavil model 95, karavansko izvedenko s prostorom za sedem potnikov. Posebnost je bil nekakšen spojler nad zadnjim steklom, ki je preprečeval nabiranje prahu. Prva izmed sedaj t. i. avtomobilskih klasik je bil model 96. Glede na predhodnika je imel na novo oblikovan zadnji del. V prvi polovici šestdesetih so še vedno vgrajevali 2-taktne motorje, leta '67 pa so si »sposodili« Fordov 1,5L V4 (Capri, itd.).
V 60. letih z modelom 96 je potrebno posebej izpostaviti enega izmed številnih SAAB-ovih patentov, ki je prišel v serijsko proizvodnjo l. '63. Gre za dva ločena tokokroga (po diagonali) v zavornem sistemu. Seveda so ostali proizvajalci dokaj hitro uvideli prednosti tega sistema pred obstoječim (en zavorni tokokrog) in začeli ta princip uvajati v svoje avtomobile. Vodstvo SAAB-a se je počasi začelo zavedati, da potrebuje avto, ki bo pritegnil nekoliko širši krog kupcev. 
Obenem pa so se zavedali svoje dediščine; vedno so konstruirali avtomobile z daleč nadpovprečno trpežnostjo, varnostjo in zanesljivostjo. Ena stvar pa je bila popolnoma jasna – avto mora imeti sprednji pogon (kot vsi SAAB-i do tedaj). Odločili so se izdelati avto, ki ne bo kopiral konkurentov v nobenem pogledu in postaviti uporabnost pred izgled. 
Tovarniško ime novega avta je bilo »Gudmund«, po švedskem imenu dneva odobritve projekta. Kasneje je dobil oznako SAAB 99. Zopet so bili pomisleki glede izbire motorja. Povezali so se z angleško firmo za načrtovanje motorjev, Ricardo. Ta je ravno razvijala 1,7 L motor za Triumph/Standard Dolomite. Motor je moral biti pri vgradnji nagnjen pod kotom 45°, ker je tvoril polovico V8 motorja (namenjen Triumph Stag-u) in bil je previsok. Sam motor je bil precej problematičen (spoj med glavo in blokom). SAAB je za lastne potrebe motor izboljšal, Triumph pa je imel vseskozi probleme s svojim V8. Da bi bila mera polna, so pri SAAB-u motor obrnili za 180°, tako da je bil montiran »narobe«. Sprednji del motorja (jermeni ...) je bil zadaj, zadnji del (vztrajnik) pa spredaj. Menjalnik so namestili pod motor, prenos med sklopko in menjalnikom pa je bil preko treh zobnikov (kasneje s trojno Morse verigo). S tem so si pri SAAB-u še okrepili sloves firme, ki izdeluje »čudaške« avte.
Po predstavitvi leta 1967 je tovarna razdelila kakih 100 avtov med srečne izbrance. Ti so avte testirali eno leto, vmes pa jih vozili na preglede v tovarno. Prve 99-tke so bile samo v dvovratni izvedbi, kasneje so sledile še tri (CombiCoupe), štiri in pet vratne verzije. Motor je iz prvotnega 1,7 L kmalu zrasel na 1,85 L, leta 1972 pa so imele vse 99-tke 2,0 L motor, preoblikovan in izdelan v SAAB-ovih tovarnah. Skoraj enak motor, z izjemo glave je tovarna vgrajevala v svoje avte vse do leta 1990. Še danes imajo vsi SAAB-ovi motorji odmične gredi gnane z verigo. 
Značilnosti avta so bile (poleg oblikovanja) ukrivljeno prednje steklo z nizkim koeficientom upora, ključavnica za vžig med sedežema, zadek avta konkavne oblike (ukrivljen navznoter z ravno šipo) s katerim so dosegli nadzorovano lomljenje zračnega toka in s tem maksimalno aerodinamiko. Podvozje je bilo prav tako skoraj popolnoma plosko, zaradi večjega zračnega pritiska avta na cestišče. Avto je bil preskušen v vetrovniku, kar je bila redkost v tistih časih.
Diskaste zavore velikih dimenzij (270–290 mm) na vseh štirih kolesih so skupaj z odličnim podvozjem na dvojnih vzmetnih rokah ter togi premi zadaj zagotavljale izredne vozne lastnosti. Avtomobil je imel tudi električno ogrevan voznikov sedež, bočne ojačitve z jeklenimi profili v vratih, brisalci s sistemom za čiščenje žarometov, samopopravljivi odbijači (do hitrosti 8 km/h), halogenske žarnice kot standard ter daleč nadpovprečna varnost (tako pasivna kot aktivna). Koeficient zračnega upora je bil 0,37 – temu se je izmed »normalnih« avtov lahko približal samo Citroën s svojim DS oziroma »žabo«. Spomladi leta 1970 je SAAB predstavil model Sonnett III oziroma SAAB 97. 
V istem obdobju se SAAB začel delo na projektu 98 iz katerega idej je leta 1975 nastal 99 CombiCoupe, eden izmed prvih avtomobilov te vrste (tekmec je bil samo Renault 16). Istega leta je SAAB nekatere svoje 99-tke že opremljal z elektronsko krmiljenim (ter zelo kompliciranim) sistemom Bosch D-Jetronic. Takrat je bil skupaj s Citroenovim DS edini avto z elektronskim vbrizgom, vendar se je pokazalo, da elektronika še ni dovolj zrela za »kruto« avtomobilsko okolje.
Poleg različnih karoserijskih izvedenk je SAAB predstavil tudi dve nekoliko bolj športni varianti. Prva je bila 99 EMS (Electronic Manual Special) iz leta 1972. Bil je prvi SAAB z doma izdelanim 2,0 L motorjem ter športnim in luksuznim paketom.
Da bi iz dvolitrskega motorja izstisnili kar največ, obenem pa poraba in emisije ne bi preveč poskočile, so pri SAAB-u začeli razvijati idejo prisilnega polnjenja, »turbocharging«. Od združitve s Scania/Vabis leta 1969 so si pridobili tudi obilo tovrstnih izkušenj, katere je Scania uresničila že leta 1951 s prvim turbinskim motorjem za tovornjake, primernim za serijsko proizvodnjo.
Prvi turbo avto na svetu so v letih 1962/63 naredili pri Chevroletu z modelom Corvair Monza in Oldsmobilu a svojim Turbo Jetfire. Zaradi nezadostne zanesljivosti sta oba proizvajalca takrat opustila turbo program. Leta 1977 so bili pravzaprav samo trije glavni igralci na področju »turbocharging-a« - Porsche s svojim 930 T, Mercedes z dizelskim 300TD ter SAAB 99T. BMW 2002TiK, ki so ga izdelovali le eno leto (1974/75) je hitro izginil iz scene, znan je bil po nevarni »turbo luknji«. SAAB je na vsak način hotel izdelati motor, ki bi bil zmogljiv, a obenem primeren (varen) za običajnega voznika. Pri ameriškem podjetju Garrett/AiResearch so si izposodili majhno turbino TB03. Pri SAAB-u so sami razvili t. i. wastegate (loputa za odvajanje dela izpušnih plinov mimo turbine), s pomočjo katerega je moč naraščala dovolj zvezno za vsakdanjo uporabo. Motor je pridobil 23% moči in kar 45% navora (240Nm). Brez turbine bi enake lastnosti v tistih časih potrebovali skoraj 4-litrski motor s cca. 30% večjo porabo. Tudi teža bi bila za kakih 50 kg večja, kar bi pomenilo čisto drugačne vozne lastnosti.
Avto je bil prvič predstavljen na avtomobilskem salonu v Frankfurtu leta 1977, kjer je povzročil pravo senzacijo. SAAB seveda ni izumil turbine, je pa izdelal prvi turbo serijski avto, ki je bil primeren za širše množice. Proizvodnja je trajala tri leta, izdelali so jih približno 10.600.
Ob koncu 70-ih let pa so pri SAAB-u že začeli razmišljati o avtu, ki bi znamko bolj približal ugledni trojici – Mercedes, BMW in Audi.
Inženirji pri SAAB-u seveda niso počivali na lovorikah uspeha 99-tke (predvsem turbo verzija je prinesla svež veter), ampak so že sredi sedemdesetih let razvili svoj 16-ventilski motor z 200 km in kompresijo 11,7. Prostornina je bila seveda spet 2,0 L. Kljub vsemu pa je proizvodni program obsegal le dva modela 99 in 96 pa še to sta bila oba že precej priletna (model 96 je bil predstavljen leta 1960). Razviti povsem nov avtomobil bi zahtevalo veliko časa in posledično tudi denarja. Po drugi strani je bil model 99 tehnično zelo dovršen, zato se v tem smislu ne bi bilo potrebno preveč oddaljiti.
Oblikovalci so zato vzeli za osnovo 3-vratno (Combi Coupe) varianto modela 99 in ji odrezali nos pri A stebričkih. Spredaj so dodali 21 cm, medosna razdalja se je podaljšala za 5 cm. Končno je bilo tudi dovolj prostora za servo volan. To podaljšanje avta pa je povsem spremenilo varnostni vidik. Jeklene cevi, ki so prej potekale po celi dolžini strehe in se zaključile na sprednjih kolotekih, so sedaj morali odrezati tik pred sprednjimi vrati. Zato so dodali jeklen profil (cev 2,5 mm) med oboja sprednja vrata, tik pod armaturo. Že prej omenjeni odrezani cevi so nato privarili na to prečno ojačitev. Kar se varnosti tiče, so imeli pri SAAB-u zelo jasen cilj; pri čelnem trčenju (direktno, zamaknjeno in pod kotom) s hitrostjo 48 km/h morajo vsa vrata ostati zaprta. Obenem se morajo odpreti s silo rok, brez dodatnih pripomočkov. S tem je SAAB ne samo zadovoljil stroge ameriške zakone, temveč jih je tudi daleč presegel. Sicer pa ima SAAB že od leta 1970 ustanovljeno posebno komisijo v sestavi zdravnika in inženirjev, ki preiskujejo (tehnično) ozadje nesreč, v katerih so udeležena vozila omenjene znamke. Rezultati njihovih izsledkov dokazujejo tako zavarovalniške statistike kot številna priznanja za najvarnejši avto že zadnjih 25-30 let (občasno jim tradicijo prekine Volvo).
V sedemdesetih letih 20. stoletja so potekala pogajanja o združitvi med SAAB-om in Volvom. Padla so v vodo, ker so pri SAAB-u ugotovili, da se filozofiji preveč razlikujeta, poleg tega pa bi združitev negativno vplivala tudi na oddelek težkega transporta. Se je pa SAAB že od sredine 70-ih spogledoval z italijanskim Fiatom. Do prvega resnega sodelovanja je prišlo z Lancio Delto (na nekaterih trgih SAAB 600), pri čemer je SAAB pripomogel k precej boljši antikorozijski zaščiti ter logistiki. Obenem je to tudi edini avto s SAAB značko, ki v imenu nima številke 9 (če izvzamemo prototipe).
Prve 900-tke so prišle s proizvodnih trakov spomladi 78 kot petvratne inačice. Sedeži, sicer vrhunskega udobja in kakovosti so bili še iz 99-tke, tudi od zadaj avtov praktično ni bilo mogoče ločiti. Silhueta avtomobila je delovala skorajda elegantno z novim, podaljšanim nosom. Novinarji so avto sprejeli z občudovanjem kot povsem nov model in ne kot naslednika 99-tke. Poleg nadstandardne varnosti in opremljenosti je SAAB s tem modelom spet pomešal štrene konkurenci - bil je prvi avto na svetu z vgrajenim elektrostatičnim filtrom kabinskega zraka. Filtriral je delce, večje od 0.005 mm, kar pomeni nič več težav za ljudi s senenim nahodom! Ventilacijski sistem je bil krmiljen pnevmatsko (nobenih žic) in preprogramiran. Vse kontrole so bile rotacijske z izredno lahkotnostjo nastavljanja, zrak je pihal skozi 13 ločenih šob. Pri tem je bila hitrost zraka na vseh nastavitvah, razen maksimalni, vedno manjša od cca. 30 cm/s, saj po mnenju strokovnjakov povprečen človek večje hitrosti zazna kot prepih. Volanski drog ni bil fiksno pritrjen na šasijo, ampak preko posebne železne mreže, ki se je ob morebitnem udarcu voznika na obroč deformirala in tako preprečila resnejše poškodbe. Tudi sam volanski drog je bil sestavljen iz dveh kardanskih zglobov v kombinaciji z železno manšeto, ki se splošči ob udarcu. Lega na cesti je bila še boljša kot pri predhodnikih, saj je bilo podvozje z dvema vzmetnima rokama zasnovano tako, da je ob predrtju sprednje gume pri 90 km/h avto normalno držal svojo smer. Pri nazivni obremenitvi je bila razporeditev teže 52/48. Skoraj idealno. Prostora je bilo dovolj za 5 potnikov z ogromno prtljage, saj je imel prtljažnik s popolnoma ravnim dnom 610 L prostornine. Pod tem dnom se je skrivala majhna rezervna guma, kakršne najdemo v sodobnih avtih, in komplet orodja, kateremu so bile priložene bele bombažne rokavice ter vreča za rezervno gumo.
Ker so leta 1980 tudi zaključili s proizvodnjo 96-tke ter leta 1979 začeli tržiti 5-vratni model 900, je bila posledica vsega tega, da jim je manjkal naslednik 99-tke. Ta se je sicer proizvajala do leta 1984, vendar z nekaterimi komponentami iz 900-tke (kompletna zadnja os, motor tipa H). 99-tki so zato Saabovi inženirji odrezali zadnji konec ter nanj privarili zadek od 4-vratne verzije 900-tke. Nastal je SAAB 90, sestavljenka dveh avtov, ki se je pravzaprav dobro prodajala vsa tri leta svojega življenja na trgih severne Evrope. 
Leta 1980 je SAAB predstavil revolucionarno novost na področju turbinskih polnilnikov – APC sistem (Automatic Performance Control). To je bilo (in je še vedno v uporabi) elektronsko vezje, ki je 12-krat v sekundi preverilo pogoje delovanja motorja in dinamično prilagajalo maksimalni pritisk plinov iz kompresorja. Motor je tako lahko deloval na goriva različnih oktanskih števil (91-98 RON) brez tveganja. Tudi kompresijo (turbo) motorja so lahko povečali, saj je elektronika zaznala morebitno klenkanje in zmanjšala potisk turbine. Poraba se je zaradi možnega povečanja kompresije zmanjšala za 20%. Drugi proizvajalci so uporabljali klasično metodo zakasnjenega kota vžiga, kar sicer zmanjša delovno temperaturo, vendar se poveča poraba goriva pri zmanjšani moči.
V naslednjih dveh letih so predstavili še dve novosti – vzvratno ogledalo s konkavnim steklom zoper mrtvi kot ter zavorne ploščice brez rakotvornega azbesta. Leta 1983 je SAAB na avtomobilskem salonu v Frankfurtu predstavil kabrioletsko različico modela 900. V avtomobilskem svetu je sprožil pravi vihar, še sedaj pa SAAB-ovi kabrioleti veljajo za ene izmed najbolj cenjenih. Proizvodnja se je začela leta 1986 na Finskem; zaradi ekstremnih ojačitev in električne strehe je bil avto še celo težji od »normalne« verzije. To je bil prvi kabriolet na svetu s stekleno zadnjo šipo.
Sredi osemdesetih je SAAB obnovil sodelovanje s Fiatom in na isti platformi (karoseriji) so začeli razvijati avto višjega razreda. Zaradi različnih pogledov, predvsem na podvozje, je ta naveza razpadla. Rezultat pa je SAAB 9000, ki si kar nekaj karoserijskih delov (npr. vrata) deli s Chromo, Themo in Alfo 164. Nekako vzporedno je SAAB razvil tudi prvi 16-ventilski motor s turbo polnilnikom in kompresijo 9,5:1. S tem motorjem in podvozjem 900-tke je leta 1985 nastal prototip z imenom EV-1.
Že ob predstavitvi leta 1985 je bilo jasno, da SAAB cilja na kupce iz petičnih krogov. Vgrajeno je bilo domala vse, kar se je takrat sploh dalo vgraditi v avto. Še več, v svetovnem merilu je bil to prvi avto na sprednji pogon z ABS-om (ABS+3).
Leta 1986 je SAAB naredil nekaj, kar je zopet šokiralo (predvsem novinarsko) javnost; na ameriškem dirkališču Talladega so tri naključno izbrane 9000 Turbo podrle rekord v hitrosti in vzdržljivosti. 20 dni in noči brez postanka (razen rednih servisov) je bila povprečna hitrost nekaj čez 212 km/h. Vsak avto je prevozil 100.000 km brez večjih okvar pri omenjeni hitrosti! Rekorda v 20 letih še nikomur ni uspelo podreti.
Inovacij še ni bilo konec, leta 1985 so predstavili (in patentirali) prvi vžigalni sistem brez gibljivih delov, Direct Ignition. Zadeva je delovala na 40.000 voltih in med drugim po vsakem izklopu motorja samodejno čistila svečke z napetostnimi impulzi. V izpopolnjeni izvedenki avtomobilski računalnik sam meri kompresijo motorja ter krmili vžig za vsak cilinder posebej. Deluje pa na principu ionizacijskih tokov med elektrodama svečke.
Leta 1990 je ameriška korporacija General motors odkupila 50% delež SAAB Automobile AB (deset let kasneje še preostanek). Od prevzema naprej ta znamka ni ustvarila dobička. 
Znamka v obdobju 2003+ doživlja postopen preporod. Paradni konj je še vedno model 9-3, ki je v letu 2008 pridobil tudi štirikolesni pogon.